# Quando as Luzes das Marquises se Apagam
Quando as Luzes das Marquises se Apagam (Cuando las luces de las marquesinas se apagan) es un documental brasileño de 2018 dirigido por Renato Brandão.
La película cuenta la historia de los cines tradicionales ubicados en un área llamada Cinelândia Paulistana, en el centro de São Paulo, que ha concentrado varios cines.

## Descripción
A través de testimonios de expertos y antiguos espectadores (incluido el escritor Ignácio de Loyola Brandão) y un vasto material iconográfico, el documental presenta la historia de los cines que se ubicaban por las avenidas São João e Ipiranga, zona conocida como Cinelandia Paulistana, en el centro de São Paulo.
Conocida como Cinelândia Paulistana, esta área tenía la mayor concentración de cines en la ciudad (incluyendo el Cine Art-Palácio, Cine Metrô, Cine Ipiranga, Cine Marabá, Cine Comodoro Cinerama) y alcanzó su clímax en los años 1950 y 1960.
La decadencia urbana del centro de la ciudad en los años 1970 combinada con la aparición de cines multiplex, a menudo ubicados en centros comerciales, y el crecimiento del mercado de VHS en los años 1980 redujeron en gran medida el encanto de Cinelândia Paulistana, que vio el cierre de la mayoría parte de sus cines famosos, mientras que algunos de los cines restantes comenzaron a mostrar películas pornográficas para adultos.

## Premios y nominaciones
- 2018 - Festival Internacional de Cine Documental É Tudo Verdade (São Paulo/Rio de Janeiro): selección oficial.[5][6]

- 2020 - Festival Internacional de Cine de Archivo Arquivo Em Cartaz (Rio de Janeiro): selección oficial.[7][8]